# جيمس ريتشاردز (فنان فيديو)
جيمس ريتشاردز (بالإنجليزية: James Richards)‏ هو فنان فيديو بريطاني، ولد في 1983.